# Horodło (gmina)
Horodło – gmina wiejska w województwie lubelskim, w powiecie hrubieszowskim. W latach 1975–1998 gmina położona była w ówczesnym województwie zamojskim.
Siedziba gminy to Horodło. Na terenie gminy znajduje się międzypaństwowe drogowe przejście graniczne osobowe do 3,5 t. na Ukrainę Zosin – Uściług (zakole Bugu, na którym umieszczony jest most graniczny, to zarazem najdalej na wschód wysunięty punkt Polski).
Według danych z 30 czerwca 2004 gminę zamieszkiwały 5762 osoby.

## Historia

### 1877–1919
Gmina zbiorowa Horodło powstała w Królestwie Polskim w 1877 roku z obszaru zniesionej gmina Strzyżów. Należała do powiatu hrubieszowskiego w guberni lubelskiej.

### 1919–1939
W okresie międzywojennym gmina Horodło  należała do powiatu hrubieszowskiego w woj. lubelskim. 20 października 1933 gminę Horodło podzielono na 15 gromad (sołectw): Bereźnica, Cegielnia, Horodło, Hrebenne, Husynne, Janki, Kobło, Kopyłów, Liski, Łuszków, Matcze, Poraj, Strzyżów, Zagórnik i Zosin.

### 1939–1944
Podczas okupacji gmina weszła w skład Generalnego Gubernatorstwa, i utworzonego tam dystryktu lubelskiego, nadal w powiecie hrubieszowskim (Kreis Hrubieszow).

### 1944–1954
Po wojnie gmina weszła w skład terytorialnie zmienionego woj. lubelskiego. W ramach umowy o zamianie granic z 1951 roku wschodnią część powiatu hrubieszowskiego włączono do Związku Radzieckiego, przez co gmina Horodło stała się najdalej na wschód wysuniętą częścią Polski z punktem esktremalnym w Komorze nad kolanem Bugu.
Po wojnie w granicach gminy Horodło utworzono dwie nowe gromady – Ciołki (z gromady Kobło) i Rogalin (z gromady Strzyżów), zwiększając tym samym liczbę gromad do 17 w 1952 roku: Bereźnica, Cegielnia, Ciołki, Horodło, Hrebenne, Husynne, Janki, Kobło, Kopyłów, Liski, Łuszków, Matcze, Poraj, Rogalin, Strzyżów, Zagórnik i Zosin.
Gmina Horodło została zniesiona 29 września 1954 wraz z reformą wprowadzającą gromady w miejsce gmin.

### 1973–
Gminę Horodło reaktywowano 1 stycznia 1973 w związku z kolejną reformą administracyjną. Gmina objęła 15 sołectw: Bereźnica, Cegielnia, Ciołki, Horodło, Hrebenne, Janki, Kobło-Kolonia (nowe sołectwo), Kopyłów, Liski, Łuszków, Matcze, Poraj, Rogalin, Strzyżów i Zosin. W skład gminy nie weszły należące do niej przed 1954 rokiem sołectwa Husynne i Kobło (weszły w skład gminy Hrubieszów) oraz sołectwo Zagórnik (weszło w skład gminy Dubienka).

## Ochrona przyrody
Na obszarze gminy częściowo znajduje się rezerwat przyrody Liski chroniący naturalnego pochodzenia drzewostan dębowy i dębowo-sosnowy oraz użytek ekologiczny „Kacapka” obejmujący jezioro Kacapka i jego otoczenie.

## Struktura powierzchni
Według danych z roku 2002 gmina Horodło ma obszar 130,27 km², w tym:
- użytki rolne: 71%
- użytki leśne: 21%

Gmina stanowi 10,26% powierzchni powiatu.

## Demografia

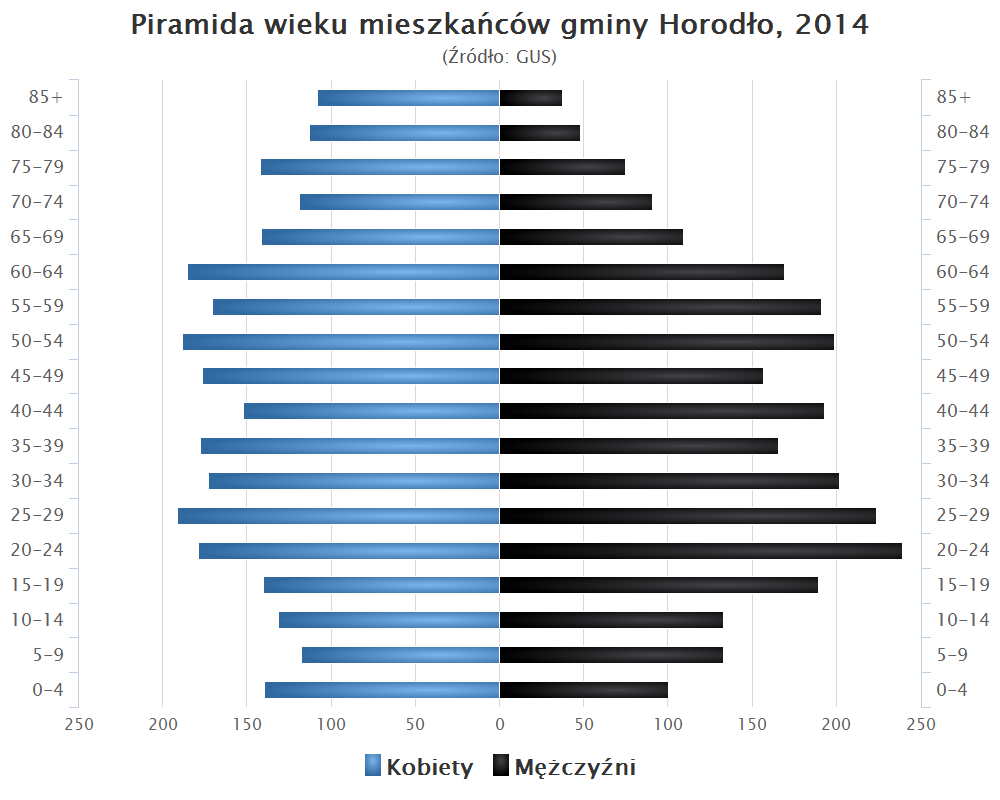
Piramida wieku mieszkańców gminy Horodło w 2014 roku

Dane z 30 czerwca 2004:
| Opis                              | Ogółem | Ogółem | Kobiety | Kobiety | Mężczyźni | Mężczyźni |
| --------------------------------- | ------ | ------ | ------- | ------- | --------- | --------- |
| jednostka                         | osób   | %      | osób    | %       | osób      | %         |
| populacja                         | 5762   | 100    | 2924    | 50,7    | 2838      | 49,3      |
| gęstość zaludnienia (mieszk./km²) | 44,2   | 44,2   | 22,4    | 22,4    | 21,8      | 21,8      |

## Sołectwa
Bereżnica, Cegielnia, Ciołki, Horodło, Hrebenne, Janki, Kobło-Kolonia, Kopyłów, Liski, Łuszków, Matcze, Poraj, Rogalin, Strzyżów, Zosin.

## Sąsiednie gminy
Białopole, Dubienka, Hrubieszów. Gmina sąsiaduje także z Ukrainą (obwód wołyński, rejon włodzimierski). W Zosinie znajduje się przejście graniczne Zosin–Uściług (ukr. Зосин–Устилуг).